# Coudreceau
Coudreceau era un comune francese di 434 abitanti situato nel dipartimento dell'Eure-et-Loir nella regione del Centro-Valle della Loira. Dal 1° gennaio 2019 è divenuto comune delegato del nuovo comune di Arcisses.

## Società

### Evoluzione demografica
Abitanti censiti